# Peralejos
Peralejos est une commune d’Espagne, dans la province de Teruel, communauté autonome d'Aragon comarque de Teruel. En 2022, elle comptait 85 habitants sur une superficie de 36,10 km2.